# La bambina
Pour plus de détails, voir Fiche technique et Distribution.
La bambina (Le farò da padre), est une comédie érotique italienne co-écrite et réalisée par Alberto Lattuada, sortie en 1974.

## Synopsis
L'avocat romain Saverio Mazzacolli veut mettre la main sur la propriété de la comtesse Raimonda Spina Tommaselli dans la péninsule de Salente pour en faire un centre de villégiature pour vacanciers fortunés. Tentant d'abord de séduire la vieille noble, Mazzacolli échoue. Tout en cédant à ses tentatives de séduction, la comtesse s'avère finalement beaucoup moins naïve que prévu et se déclare prête à financer son projet spéculatif, tout en se réservant l'essentiel des bénéfices. Mazzacolli change alors de tactique et fait enlever la fille de la comtesse, jeune fille attardée mentale dont il avait d'abord demandé la main sans en obtenir les avantages escomptés. Mais, contre toute attente, l'avocat va tomber amoureux de la jeune fille pendant sa séquestration.

## Fiche technique
Sauf indication contraire, les informations mentionnées dans cette section peuvent être confirmées par la base de données cinématographiques IMDb,  présente dans la section « Liens externes ».
- Titre italien : Le farò da padre[2]
- Titre francophone : La bambina ou Je serais pour elle presque comme un père[3]
- Réalisation : Alberto Lattuada
- Scénario : Alberto Lattuada, Bruno Di Geronimo, Ottavio Jemma (it)
- Photographie : Lamberto Caimi (it)
- Montage : Sergio Montanari
- Musique : Fred Bongusto
- Décors : Vincenzo Del Prato (it)
- Costumes : Marisa Polidoni D'Andrea
- Production : Silvio Clementelli (it)
- Société de production : Clesi Cinematografica (it)
- Pays de production :  Italie
- Langue originale : italien
- Format : couleur - Technicolor - 1,85:1 / 35 mm - Mono
- Durée : 115 minutes
- Genre : Comédie érotique
- Dates de sortie :
  - Italie : 17 juillet 1974 (Festival du film de Taormine) ; 17 septembre 1974 (sortie nationale)
  - France : 30 octobre 1974[3]

## Distribution
- Gigi Proietti : L'avocat Saverio Mazzacolli
- Irène Papas : Comtesse Raimonda Spina Tommaselli
- Therese Ann Savoy : Clotilde
- Mario Scaccia : don Amilcare de Loyola
- Bruno Cirino : Peppe Colizzi
- Lina Polito : Concettina
- Isa Miranda : Tante Elisa
- Clelia Matania : Tante Lorè
- Pia Attanasio : Mamie Anastasia
- Nina De Padova : L'infirmière Anna